# Vejlø Skov
Vejlø Skov är en skog i Danmark. Den ligger i Region Själland, i den sydöstra delen av landet. Vejlø Skov ligger på ön Sjælland. Väster om skogen ligger Krageholm Strøm.